# Mandurah City
Mandurah City är en kommun i Western Australia, Australien. Kommunen, som är belägen 75 kilometer söder om Perth, i regionen Peel, har en yta på 174 kvadratkilometer, och en folkmängd, enligt 2011 års folkräkning, på 69 903.
Huvudort är Mandurah, som är en av Australiens snabbast växande städer,  och som även sträcker sig utanför kommunens gränser. 2008 fick man en ny snabbjärnväg som förbättrade kommunikationen med huvudstaden i WA, Perth. 